# Sidney Franklin
Sidney Franklin, nome alla nascita Sidney Arnold Franklin (San Francisco, 21 marzo 1893 – Santa Monica, 18 maggio 1972), è stato un regista, produttore cinematografico e attore statunitense.
Il 20 giugno 1963, si sposò con l'attrice australiana Enid Bennett. Il matrimonio durò fino alla morte dell'attrice, il 14 maggio 1969

## Filmografia

### Regista
- The Baby, co-regia di Chester M. Franklin - cortometraggio (1915)
- The Rivals, co-regia di Chester M. Franklin - cortometraggio (1915)
- Little Dick's First Case, co-regia di Chester M. Franklin - cortometraggio (1915)
- Her Filmland Hero, co-regia di Chester M. Franklin - cortometraggio (1915)
- Dirty Face Dan, co-regia di Chester M. Franklin - cortometraggio (1915)
- Pirates Bold, co-regia di Chester M. Franklin - cortometraggio (1915)
- The Ashcan, or Little Dick's First Adventure, co-regia di Chester M. Franklin - cortometraggio (1915)
- The Kid Magicians, co-regia di Chester M. Franklin - cortometraggio (1915)
- A Ten-Cent Adventure, co-regia di Chester M. Franklin - cortometraggio (1915)
- The Runaways, co-regia di Chester M. Franklin - cortometraggio (1915)
- The Straw Man, co-regia di Chester M. Franklin - cortometraggio (1915)
- Billie's Goat, co-regia di Chester M. Franklin - cortometraggio (1915)
- The Little Cupids, co-regia di Chester M. Franklin - cortometraggio (1915)
- For Love of Mary Ellen, co-regia di Chester M. Franklin - cortometraggio (1915)
- The Little Life Guard, co-regia di Chester M. Franklin - cortometraggio (1915)
- The Doll-House Mystery, co-regia di Chester M. Franklin - cortometraggio (1915)
- I sette angeli di Ketty (Let Katie Do It) (1916)
- Martha's Vindication, co-regia di Chester M. Franklin (1916) 20 febbraio 1916 -->
- The Children in the House, co-regia di Chester M. Franklin (1916)
- Amore malvagio o Via dell'onestà (Going Straight), co-regia di Chester M. Franklin (1916)
- The Little School Ma'am, co-regia di Chester M. Franklin (1916) !-- 16 luglio 1916 -->
- Gretchen the Greenhorn, co-regia di Chester M. Franklin (1916)
- A Sister of Six, co-regia di Chester M. Franklin (1916)
- Jack and the Beanstalk, co-regia con Chester M. Franklin (1917)
- Aladino e la lampada magica (Aladdin and the Wonderful Lamp), co-regia di Chester M. Franklin (1917)
- The Babes in the Woods, co-regia di Chester M. Franklin (1917)
- Treasure Island, co-regia di Chester M. Franklin (1918)
- Six Shooter Andy (1918)
- La sposa della paura (The Bride of Fear) (1918)
- Confession (1918)
- The Safety Curtain (1918)
- Her Only Way (1918)
- The Forbidden City (1918)
- Fan Fan, co-regia Chester M. Franklin (1918)
- Alì Babà e i suoi 40 ladri (Ali Baba and the Forty Thieves), co-regia Chester M. Franklin (1918)
- The Heart of Wetona (1919)
- La buona civetta (The Probation Wife) (1919)
- Nei bassi fondi (The Hoodlum) (1919)
- Heart o' the Hills, co-regia di Joseph De Grasse (1919)
- Two Weeks (1920)
- Unseen Forces (1920)
- Not Guilty (1921)
- Courage (1921)
- Smilin' Through (1922)
- Due mondi (The Primitive Lover) (1922)
- East Is West (1922)
- Brass  (1923)
- Dulcy (1923)
- Tiger Rose (1923)
- Ah! L'amore (Her Night of Romance)
- Sposiamoci noi due (Learning to Love)
- Fuggo con mia moglie (Her Sister from Paris)
- Il principe azzurro (Beverly of Graustark) (1926)
- The Duchess of Buffalo (1926)
- Via Belgarbo (Quality Street) (1927)
- L'attrice (The Actress) (1928)
- Orchidea selvaggia (Wild Orchid) (1929)
- L'onestà della signora Cheyney (The Last of Mrs. Cheyney) (1929)
- Il tenente di Napoleone (Devil-May-Care) (1929)
- The Lady of Scandal (1924)
- Jenny Lind (A Lady's Morals) (1930)
- The Guardsman (1931)
- Private Lives (Private Lives) (1931)
- Catene (Smilin' Through) (1932)
- Notturno viennese (Reunion in Vienna)
- La famiglia Barrett (The Barrets of Wimpole Street) (1934)
- L'angelo delle tenebre (The Dark Angel) (1935)
- La buona terra (The Good Earth), co-regia di (non accreditati) Victor Fleming e Gustav Machatý (1937)
- Addio, mr. Chips! (Goodbye, Mr. Chips), co-regia di Sam Wood (1939)
- Duello al sole (Duel in the Sun) - non accreditato (1946)
- Il grande amore di Elizabeth Barrett (The Barretts of Wimpole Street) (1957)

### Aiuto regia (parziale)
- A Virtuous Vamp, regia di David Kirkland (1919)

### Produttore
- Il ponte di Waterloo (Waterloo Bridge), regia di Mervyn LeRoy (1940)
- Prigionieri del passato (Random Harvest), regia di Mervyn LeRoy (1942)

### Attore (parziale)
- The Hoyden's Awakening, regia di Lem B. Parker - cortometraggio (1913)
- Il ladro di perle, regia di James Young (1919)
- Down Home, regia di Irvin Willat (1920)
- Playing with Fire, regia di Dallas M. Fitzgerald (1921)
- The Vermilion Pencil, regia di Norman Dawn (1922)
- Gran mondo (Fashion Row), regia di Robert Z. Leonard (1923)
- The Red Lily, regia di Fred Niblo (1924)
- One of the Bravest, regia di Frank O'Connor (1925)
- The Block Signal, regia di Frank O'Connor (1926)
- Puttin' on the Ritz, regia di Edward Sloman (1930)